# S♯arp
S#arp（シャープ、韓国語:샵 シャプ）は大韓民国の男女混成アイドルグループである。The S#arp とも。名前の中の記号は縦棒が垂直な♯（シャープ記号）ではなく横棒が水平な#（ナンバ記号）である。
1998年11月アルバム『S#ARP』の表題曲「Yes」でデビュー。2002年10月公式に解散した。応援用の風船の色はゴールド。所属事務所はワールドミュージック・エンタテインメントだった。

## 経歴
- 1998年11月 - Roo'Raの イ・サンミンのプロデュースによって、男性2人、女性3人の5人組ダンスグループとして「Yes」でデビュー。
- 1999年 - 第1集の後続曲「Lying」から既に1998年春にE&Cとしてデビューしていたクリスが、客員ラッパーとして参加。
- 1999年 - オ・ヒジョンが健康の悪化で脱退、リーダーのジョンも、Up-Town参加のために脱退。
- 1999年10月 - 2集を発表。客員メンバーだったクリスが正式メンバーになり、新メンバーにソリを迎え再出発。
- 2000年8月 - 3集発表。2集活動終了後にソリが脱退。男2女2の混声4人組となる。
- 2001年2月 - 4集発表。
- 2001年11月 - 4.5集発表。
- 2002年9月 - 5集発表。
- 2002年10月8日 - イ・ジヘ、ソ・ジヨンがエレベーター内で取っ組み合いの喧嘩を行ったことによりテレビ番組出演をキャンセル、メンバー間の不和が表面化する。
- 2002年10月14日 - メンバー間の不和により、公式に解散を宣言。ただし事務所との契約は2003年11月まで残していた。
- 2003年1月 - グループ解散宣言後にベスト・アルバム6集発表。

## メンバー
- イ・ジヘ 1980年1月11日生まれ。 女声メインボーカル。
- チャン・ソッキョン 1980年10月26日生まれ。男声ラップ。
- ソ・ジヨン 1981年6月2日生まれ。女声ボーカル。
- クリス 1981年1月30日生まれ。男声ラップ。本名：キム・ヨネ。元E&C。１集後続曲「Lying」で客員参加、２集より正式参加。
- ジョン 1978年2月14日生まれ。男声ラップ。本名：キム・ヨンジン。初期リーダー。2集後続曲「ミ（美）」活動直前にUp-Town参加により脱退。
- オ・ヒジョン 1979年10月12日生まれ。女声ラップ。2集後続曲「ミ（美）」活動直前に健康状態の悪化により脱退。
- ソリ 1981年5月1日生まれ。女声ラップ。本名：チョン・ジニョン。2集より参加。2集活動終了後に脱退。

## ディスコグラフィ
- 1集『S#ARP』 （1998年11月）
- 2集『+2』（1999年10月）
- 3集『The Four Letter Word Love』（2000年8月）
- 4集『4ever Feel So Good』（2001年2月）
- 4.5集『Flat [♭]』（2001年11月）
- 5集『Style』 （2002年9月）
- 6集『Smart & Smooth』 （2003年1月）ベスト盤（2枚組）

## ゲーム
コナミの音楽ゲーム『Dance Dance Revolution 3rdMIX PLUS』に、2集のタイトル曲「Tell Me, Tell Me」が収録されていた。